# Vườn quốc gia Thung lũng Hạ Oder
Vườn quốc gia Thung lũng Hạ Oder là một phần của Vườn quốc tế Unter Odertal, một khu bảo tồn thiên nhiên chung giữa Đức và Ba Lan. Năm 1995 nó trở thành vườn quốc gia Đức. Vườn quốc gia này nằm ở phần cuối sông Oder, thuộc huyện Uckermark, nằm phía Đông Bắc bang Brandenburg, có diện tích 10.500 ha và được khánh thành ngày 10 tháng 9 năm 1995. Nó được bao quanh ở phía Đức bởi một khu bảo tồn thiên nhiên Nationalparkregion Unteres Odertal (vùng vườn quốc gia Thung lũng Hạ Oder) có diên tích 
17.774 ha. 2.248 ha trong khu vực chính của vườn quốc gia được liệt vào hạng „ vùng hoang vu“ trong mạng lưới khu bảo vệ vùng hoang vu của Quỹ PAN Parks.
Vườn quốc gia này hình thành cùng với vườn bảo vệ thiên nhiên Thung lũng Hạ Oder (vườn Krajobrazowy Dolina Dolnej Odry, khoảng 6.000 ha) của Ba Lan thành khu vực chính của Vườn quốc tế Unter Odertal. Ngoài ra, ở Phía Ba Lan còn có vườn bảo vệ thiên nhiên Zehdener (Cedynski Park Krajobrazowy, khoảng 30.850 ha) bao quanh.
Vườn quốc tế Unter Odertal được thành lập, theo quyết định của hội đồng bảo vệ môi trường Đức-Ba Lan năm 1992, bởi bộ trưởng về môi trường thiên nhiên Đức, Ba Lan, và Brandenburg cũng như tỉnh Szczecin. Vườn quốc tế này có diện tích tổng cộng là 1.172 km², trải dài 60 km cả về phía Đức lẫn phía Ba Lan dọc theo sông Oder.

## Đặc điểm
Vườn quốc gia có bề ngang từ 2 đến tối đa là 8 km. Bờ phía Đông sông Oder thường có dốc cao tới 100 m trên mực nước biển. Bờ Tây và kênh nhân tạo chạy song song thì phẳng hơn.
Ở đây có vùng đất thấp có đê bọc giữ thiên nhiên duy nhất ở Đức. Bắt chước theo khuôn mẫu người Hà Lan khu vực chung quanh sông được đắp đê rộng lớn. Những đê mùa đông cao bảo vệ những làng xã chung quanh. Dọc theo sông Oder là đê mùa hè, mà được mở mỗi năm vào tháng 11, để cho nước sông Oder có thể chảy vào cả thung lũng. Cho nên vào mùa đông và mùa xuân, bãi đất thấp được đê bọc bị ngập nước. Con sông coi như có thêm chỗ, như vậy thành phố cảng Stettin tránh được nguy cơ khỏi bị nước lụt.
Nếu trong tháng 4 mà mực nước giảm xuống, thì các cổng của đê mùa hè lại được đóng lại. Số lượng nước còn đọng lại, sẽ được bơm ra. Điều này làm cho đất cho tới mùa thu có thể trở thành một cánh đồng cỏ cho trâu bò ăn hoặc để cắt cỏ làm cỏ khô. 

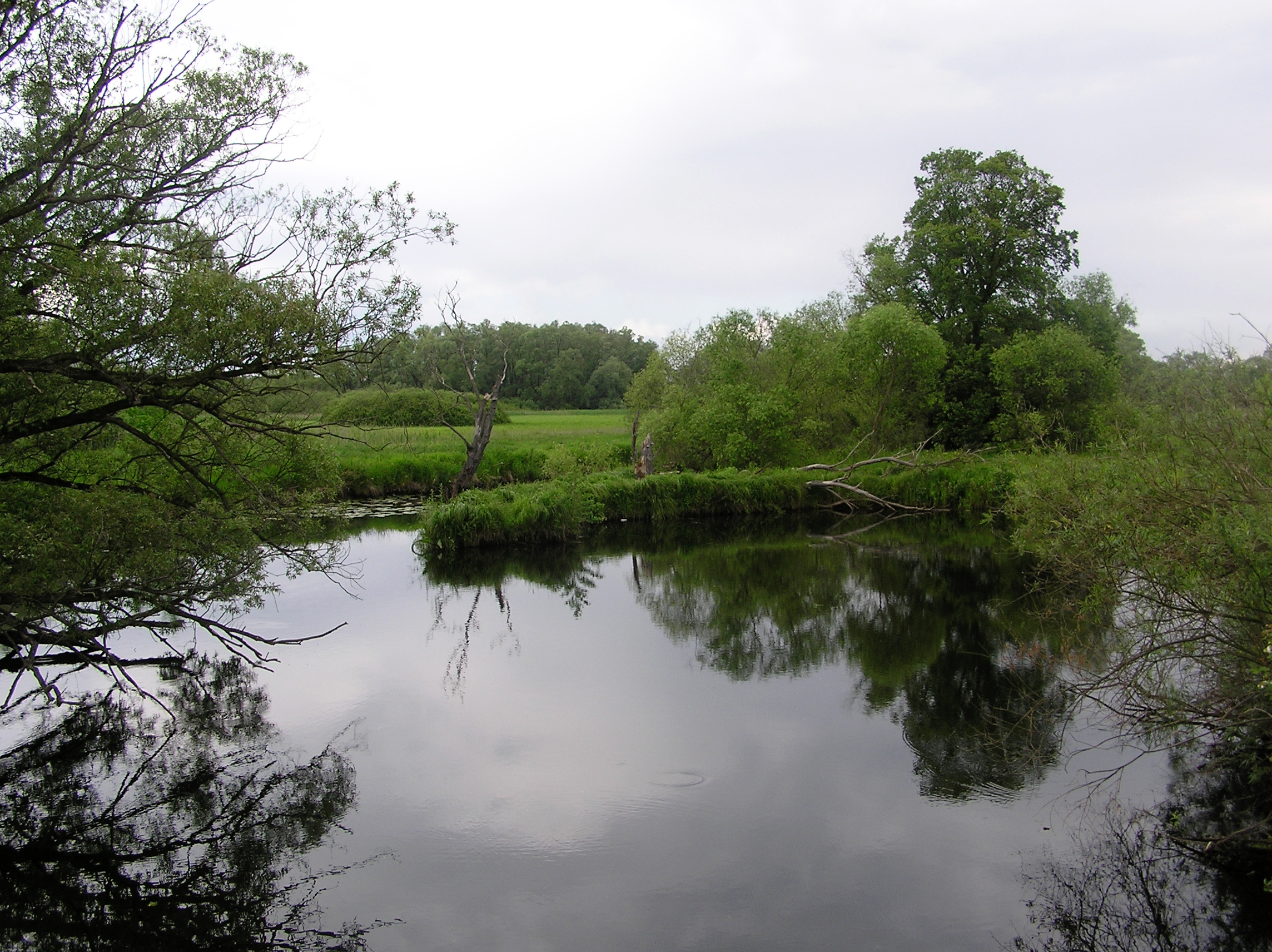
vườn quốc gia

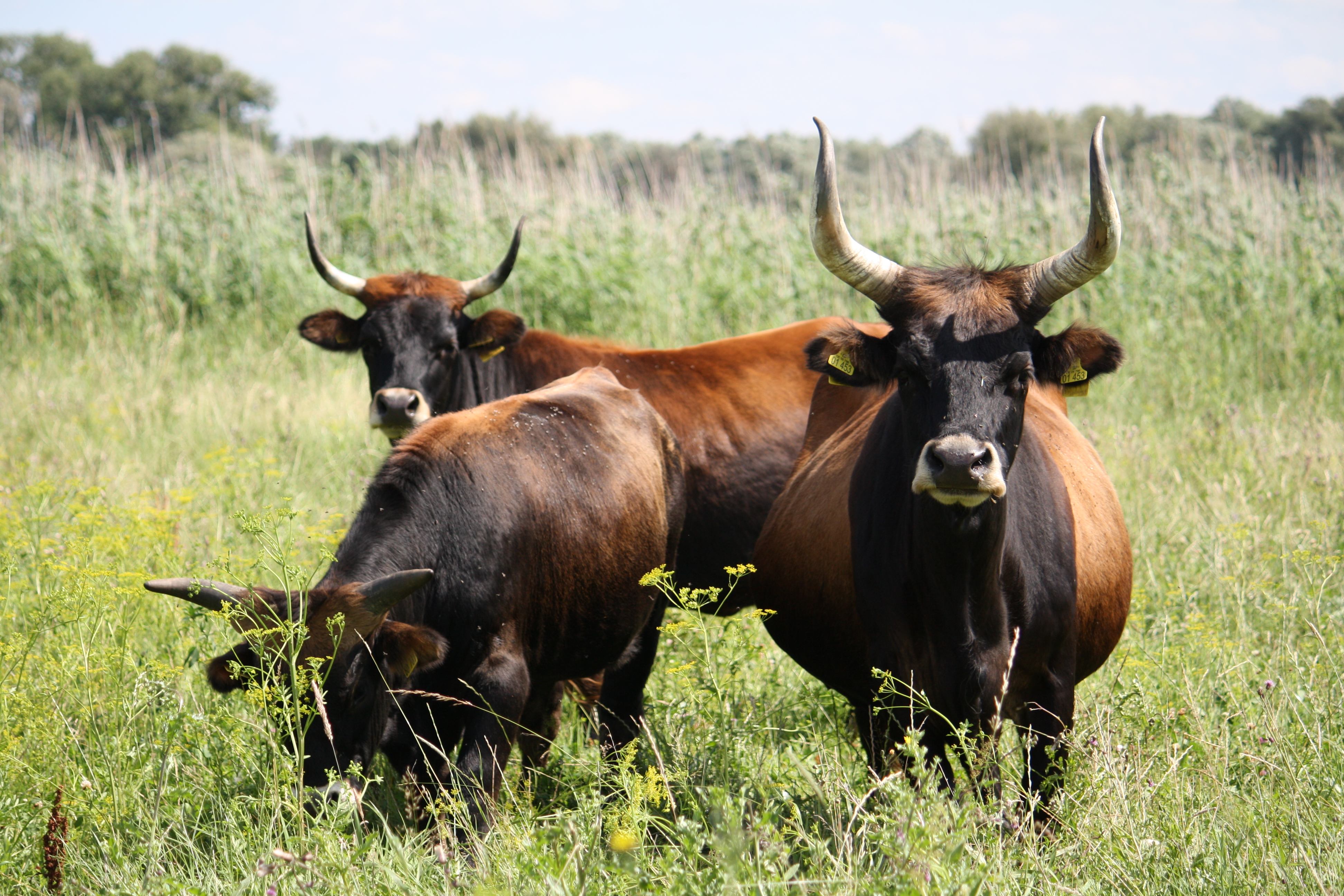
Bãi cỏ cho bò Taurus.

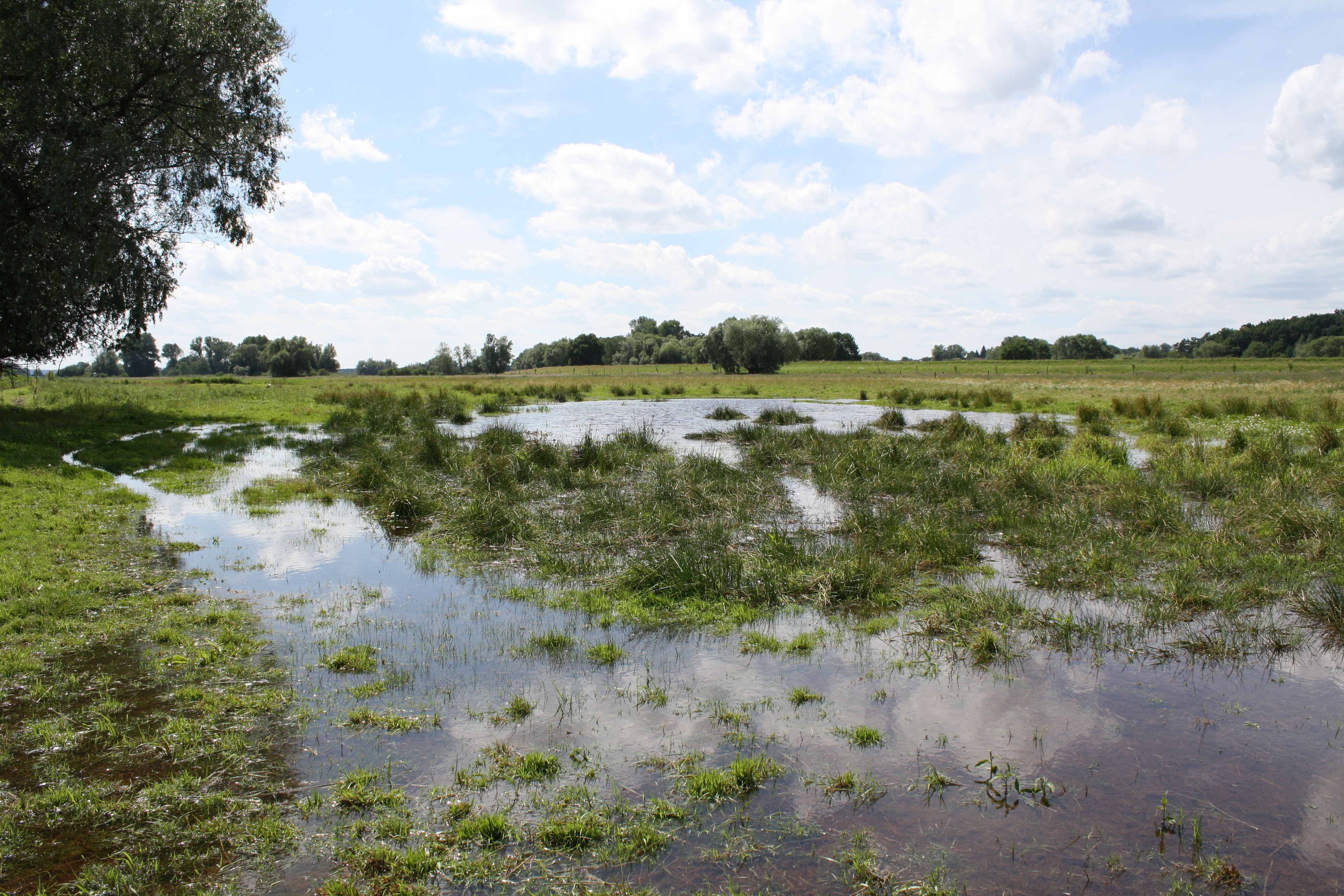
Những khu vực sũng nước trong vườn quốc gia.

Những bãi bồi lớn là đất sống của nhiều loại cây và động vật hiếm hay được bảo vệ, trong số đó có hải ly. Trên những bãi cỏ bị ngập nước các đoàn lớn chim di cư tạm nghỉ. Thung lũng Oder chỉ hẹp vì bị giới hạn bởi các đồi dốc dọc theo. Tại một vài sườn đồi mà bị chẻ ra nhiều cho tới bây giờ vẫn còn những cánh rừng nguyên thủy. Các phần khác vì hàng trăm năm là đất cho bò ăn cỏ nên bây giờ là các bãi cỏ thưa khô cằn.

## Động vật
Các bãi cỏ bị ngập nước vào mùa đông trở thành những chỗ nghỉ của vô số đàn chim di cư. Trong những loại chim mà người ta có thể quan sát được ở đây thí dụ Thiên nga lớn. Về các loại chim mà ấp trứng trong vườn quốc gia có crex crex, Philomachus pugnax và Choắt mỏ nhác. Trong các rừng đất bãi bồi và trong các rừng cây lá rộng ở sườn đồi sông Oder trong số các loài chim làm tổ có loài Vàng anh (chim). Cả đàn chim làm tổ Chlidonias niger cũng có ở vườn quốc gia này.
Ngoài ra người ta có thể quan sát Bồng chanh cũng như Chích nước, loại chim ca mà có nguy cơ mất giống ở Âu Châu. Nó làm tổ thường xuyên ở những cánh đồng ngập nước và các vùng cỏ sậy của các bãi bồi của sông. Số lượng lớn hơn của loài chim ca này chỉ còn tìm thấy ở những vùng đầm lầy và bãi bồi nằm ở phía đông của Ba Lan và Belarus.
Từ những làng chung quanh vườn quốc gia người ta có thể thấy Hạc trắng, ấp trứng trên những mái nhà. Ngay cả hạc đen hiếm hơn nhưng cũng có ở đây, hiện tại có chừng 3 tới 5 cặp ấp trứng.
Ngoài ra những động vật cư trú thường xuyên ở đây là Rái cá thường, hải ly, Circus pygargus và Đại bàng đuôi trắng.
Trong vườn quốc gia 2006 đàn Nhàn đen mà sinh sản ở đây là đàn lớn nhất nước Đức. Có khoảng 50 cặp với 45 chim con. Do nước đọng lâu, do đó có khu vực ngập nước thấp là điều kiện tốt cho các loài chim.
Bên cạnh Nhàn đen còn có Nhàn xám ấp trứng ở đây, đếm được khoảng 15 chim con.

## Thực vật
Bên cạnh những khu vực đất thấp có đê bọc vườn quốc gia còn có những vùng đất quan trọng, ở khu vực cao cũng như sườn đồi dọc theo thung lũng Oder, cho những loại động vật và thực vật hiếm phát triển. Chẳng hạn như Quercus pubescens, một loại cây sồi, rất hiếm có ở Trung Âu mà có lá mịn như nhung, bởi vì nó thuộc cây cỏ vùng Địa Trung Hải. Đa số đất đai ở Trung Âu thì thường quá lạnh để nó phát triển.